# Murucuia
Murucuia (Murucuja) je rod iz porodice Passifloraceae.
Ovaj rod još nema priznatih vrsta. Nije riješen status desetorih vrsta.